# Apostolepis flavotorquata
Apostolepis flavotorquata é uma espécie de cobra da família dos colubrídeos (Colubridae) e subfamília dos dipsadíneos (Dipsadinae) endêmica do Brasil. Foi descrita formalmente pela primeira vez em 1854 por André Marie Constant Duméril, Gabriel Bibron e Auguste Duméril.

## Distribuição e habitat
Apostolepis flavotorquata é endêmica do Brasil e ocorre nos estados de Goiás, Tocantins, Bahia, Mato Grosso, Mato Grosso do Sul, Pará e São Paulo, nos biomas cerrado e Amazônia. A maioria de seus registros foi numa estrada deserta coberta por mata em recuperação. Considera-se como rara em habitats antrópicos mais degradados, embora haja relatos de ocorrência em regiões mais perturbadas de Brasília.

## Descrição e ecologia
Apostolepis flavotorquata distingue-se por suas escamas fundidas pré-frontais e internasais. É fossorial e diurna em mata seca, se reproduzindo na estação seca. É ovípara e bota ovos muito longos dentro de ninhos de formigas, sob culturas de fungos. Tem alimentação ofiófaga, alimentando-se de anfisbenídeos (Amphisbaenidae), pequenos colubrídeos (Colubridae) e, quiçá, escolecofídeos (Scolecophidia), bem como invertebrados e larvas achadas no solo e minhocas. 

## Conservação
Apostolepis flavotorquata é relativamente rara em campos e coletas, embora seja uma das espécies mais bem registradas na área de transição entre os biomas Amazônia e Cerrado, no estado de Mato Grosso. Sugeriu-se que pode estar ameaçado em Brasília, mas não há informações sobre as tendências populacionais em toda a faixa como um todo. Acredita-se que esta espécie seja suscetível à contínua e extensa perda de habitat e à fragmentação resultante da perda de habitat nas décadas anteriores. Embora tolere distúrbios leves, em áreas degradadas como Brasília, a espécie não persiste. Acredita-se que a espécie esteja sujeita a perseguições, mas não há evidências na literatura de que isso contribua significativamente às taxas de mortalidade. Os humanos a consideram uma cobra peçonhenta e a matam, mas a literatura não associa isso como fator preponderante em sua taxa de mortalidade. O desmatamento é apontado como a principal ameaça. Segundo dados de 2008, apenas 48% de sua extensão mantém vegetação nativa.
A espécie foi avaliada na Lista Vermelha da União Internacional para a Conservação da Natureza (UICN / IUCN) como menos preocupante, haja vista ocorrer numa ampla área e não ter ameaças evidentes à sua sobrevivência, salvo ameaças localizadas. Em 2007, foi classificada como vulnerável na Lista de espécies de flora e fauna ameaçadas de extinção do Estado do Pará; e em 2018, como pouco preocupante na Lista Vermelha do Livro Vermelho da Fauna Brasileira Ameaçada de Extinção do Instituto Chico Mendes de Conservação da Biodiversidade (ICMBio). 